# Philippe Cattiau
Philippe L. E. Cattiau (Saint-Malo, 28 luglio 1892 – Saint-Malo, 17 febbraio 1962) è stato uno schermidore francese, vincitore di tre medaglie d'oro, quattro d'argento ed una di bronzo nella scherma ai giochi olimpici.

## Palmarès
In carriera ha ottenuto i seguenti risultati:
- Giochi olimpici:

Anversa 1920: argento nel fioretto a squadre ed individuale.
Parigi 1924: oro nel fioretto a squadre ed argento individuale.
Amsterdam 1928: argento nel fioretto a squadre.
Los Angeles 1932: oro nella spada a squadre e nel fioretto a squadre.
Berlino 1936: bronzo nella spada a squadre.
- Mondiali di scherma

Vichy 1927: argento nel fioretto individuale.
Napoli 1929: oro nella spada individuale ed argento nel fioretto individuale.
Liegi 1930: oro nella spada individuale, argento nel fioretto a squadre e bronzo nella spada a squadre.
Varsavia 1934: oro nella spada a squadre.
Losanna 1935: oro nella spada a squadre.
Parigi 1937: argento nel fioretto a squadre.